# Jacob Geelstraat
De Jacob Geelstraat is een straat in Amsterdam Nieuw-West. De straat loopt van noord naar zuid van de Hemsterhuisstraat naar de Comeniusstraat.

## Geschiedenis
De straat is gebouwd in de jaren 50 als onderdeel van het het Algemeen Uitbreidingsplan, ontworpen door Cornelis van Eesteren, dat al 25 jaar in werking was toen het hier gerealiseerd werd. Per raadsbesluit 22 juli 1955 kreeg deze ongeveer 400 meter lange straat in Slotervaart haar naam; een vernoeming naar literator Jacob Geel. De buurt rondom deze straat is naar deze straat vernoemd: de Jacob Geelbuurt. 
Op zaterdag 4 april 1959 vond er een dodelijk ongeluk plaats toen de 6-jarige Lucas Zuur aan het spelen was met een stellage op een bouwterrein. De stellage viel om en kwam op het jongetje terecht.
De Jacob Geelbuurt verpauperde in de loop der tijd. De buurt kent voornamelijk sociale huurwoningen en de bevolking bestaat in meerderheid uit allochtonen. Anno 2022 had 67,34% van de bewoners een niet-Westerse achtergrond. Jarenlang stond de wijk vanwege haar hoge criminaliteitscijfers bekend. In het eerste decennium van de 21e eeuw was de Jacob Geelstraat-groep hier actief, een criminele groepering bestaande uit jongeren van Marokkaanse afkomst die opereerde rondom de Jacob Geelstraat. Stadsdeelvoorzitter van Slotervaart Ahmed Marcouch ging in gesprek met de ouders van deze jongeren.

### Vernieuwingsslag
In de jaren twintig van de 21e eeuw vindt er een grote vernieuwingsslag plaats. Deze vernieuwing vindt plaats in twee fases. In de eerste fase zijn de woningen aan de Hemsterhuisstraat 3 t/m 25, Jacob Geelstraat 3 t/m 27 en Christiaan Snouck Hurgronjehof 1 t/m 46 in 2021 gesloopt. In plaats daarvan komen de nieuwbouwprojecten De Jacoba en De Jacob. De Jacoba bestaat uit 130 sociale huurwoningen en 40 middeldure huurwoningen. De Jacob bestaat uit 96 koopwoningen. Alle woningen worden aardgasvrij en energiezuinig gebouwd.
In de tweede fase zullen ook de woningen aan de Jacob Geelstraat 29 t/m 79 en Hermanus van der Tuukhof 1 t/m 48 tegen de vlakte gaan.

## Gebouwen
De huisnummers lopen op van huisnummer 2 tot en met 142, echter uit zowel de even als oneven reeks huisnummers mist een behoorlijk aantal. Zo is het eerste even huisnummer 36 en kent de straat boven de 80 juist geen oneven huisnummers (gegevens 2020). Die ongelijke verdeling is toe te schrijven aan een groot scholencomplex dat aan de westzijde (even zijde) is gebouwd en een nieuwbouwcomplex uit 2018 aan diezelfde kant (80 en hoger). 
Aan de oneven zijde van de straat staan woonblokken typerend voor de jaren 50. Er staan portiekwoningen met bergingen in de plint met daarboven vier woonlagen. De woningen werden ontworpen door architect Jaap Bot en overleefden ten minste één renovatieslag. 
In de jaren tien van de 21e eeuw werd geconstateerd dat alle woningen aan de oneven zijde (en achterliggende terreinen tot de ringspoordijk) gesloopt zullen worden in de periode 2021 tot en met 2025. De woningen voldoen niet meer aan de eisen.

### Schoolgebouw (nummer 38)
Op nummer 38 bevindt zich een schoolgebouw uit 1971. Het is in basis ontworpen door het architectenduo Evers en Sarlemijn. Het schoolgebouw huisvestte van 1971 tot eind jaren 90 het Pius-X Lyceum (later genaamd Katholiek College Amsterdam-West), van 2001 tot 2011 het Islamitisch College Amsterdam, en vanaf 2017 het Comenius Lyceum.
Het gebouw kwam voor op de lijst Top 100 Jonge Monumenten, maar bleef steken in de Orde 2 (net geen monument). Dat laatste is waarschijnlijk te danken aan een ingrijpende verbouwing in de periode 2015-2017, waarbij de binnenplaats werd overkoepeld en een deel van de bijgebouwen werd afgebroken.

### Pius X-kerk (nummer 44)
Op huisnummer 44 stond tussen 1960 en 2008 een klassiek kerkgebouw; de Pius X-kerk. Architect Jan van der Laan ontwierp het in de stijl Bossche School. Het gebouw bevatte een groot mozaïekraam en een mozaïek van beton. Het gebouw was monumentwaardig, aldus de Dienst Monumenten en Archeologie Amsterdam. Het haalde net als de eerdergenoemde school de Top 100 Jonge Monumenten van Amsterdam. Het Bisdom Haarlem wilde echter van de kerk af en verkocht het met de garantie dat het gesloopt moest worden. Als de kerk niet gesloopt zou worden, wilde het Bisdom het gebouw laten vervallen (geen onderhoud etc.). De kerk maakte plaats voor schoolgebouwen en een buurtcentrum.

## Kunst
Zoals eerder beschreven bevinden de woningen aan de oneven zijde zich in matige toestand. Dat was anders toen zij hier gebouwd werden op terreinen die tot vlak daarvoor diende tot tuindersgebieden. Leo Braat greep daarop terug bij zijn drie artistieke kunstwerken die aan de gevels hangen.

## Afbeeldingen

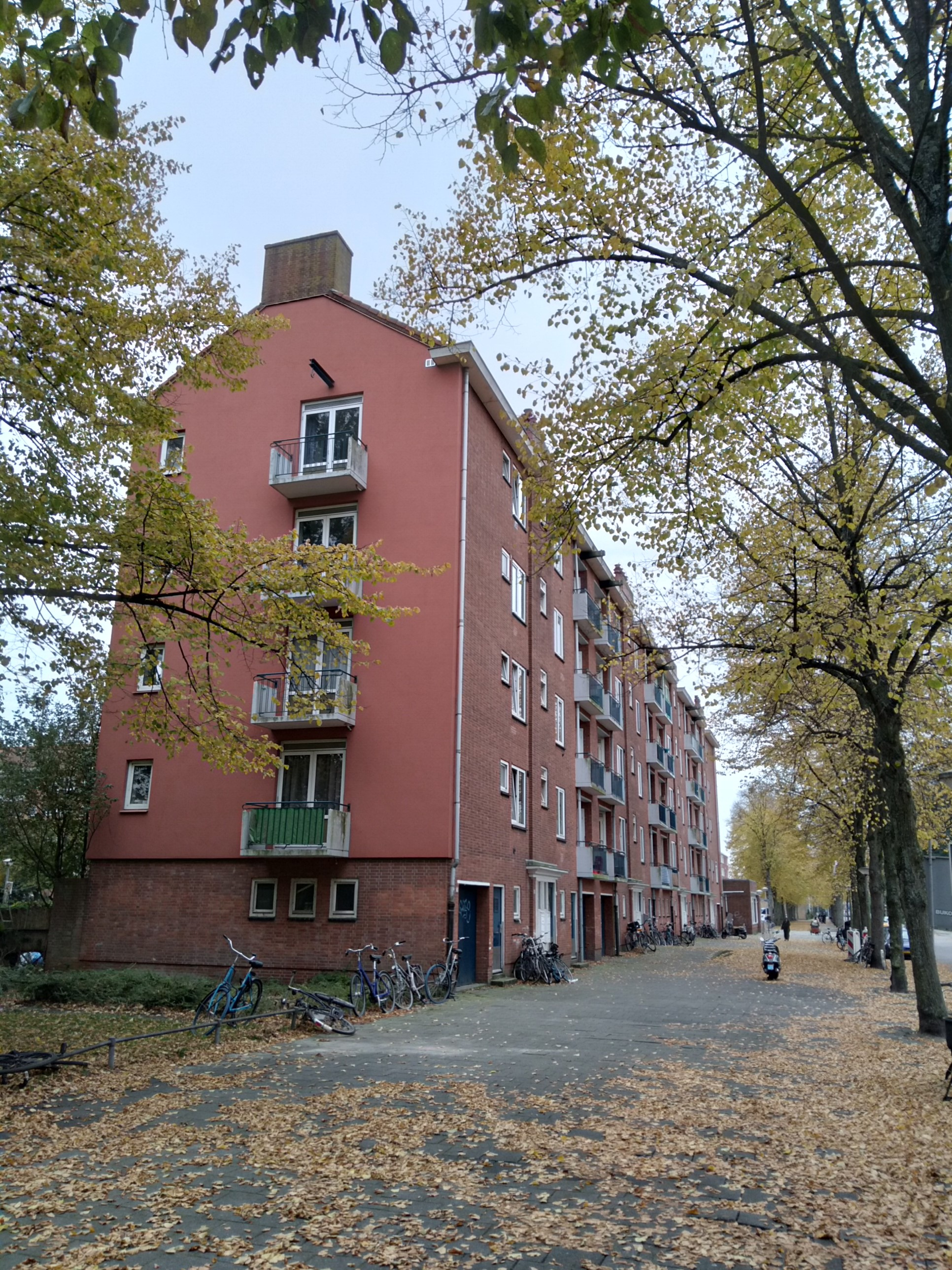
Flat van Bot (oktober 2020)
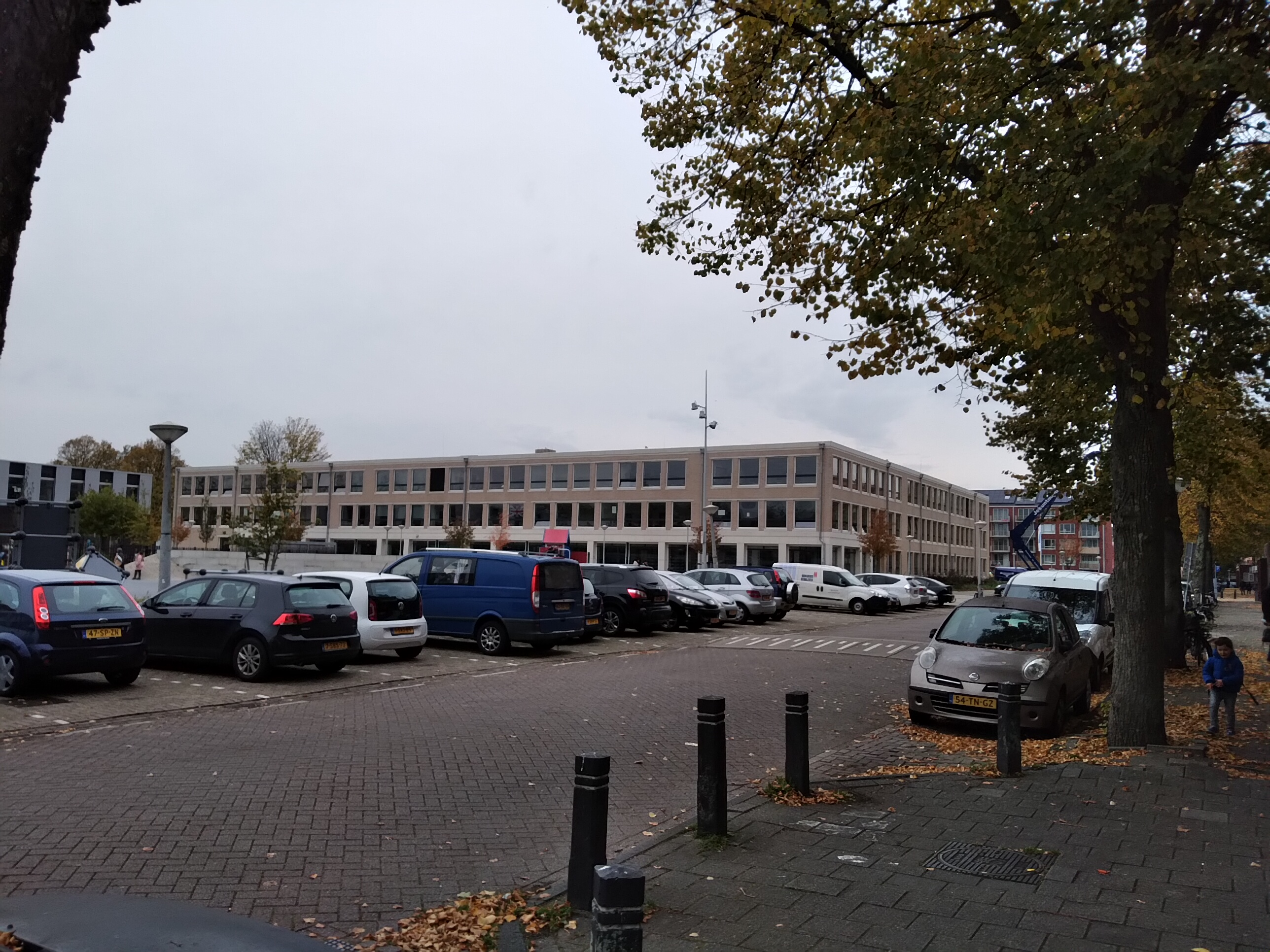
Schoolgebouw van Evers en Sarlemijn (oktober 2020)
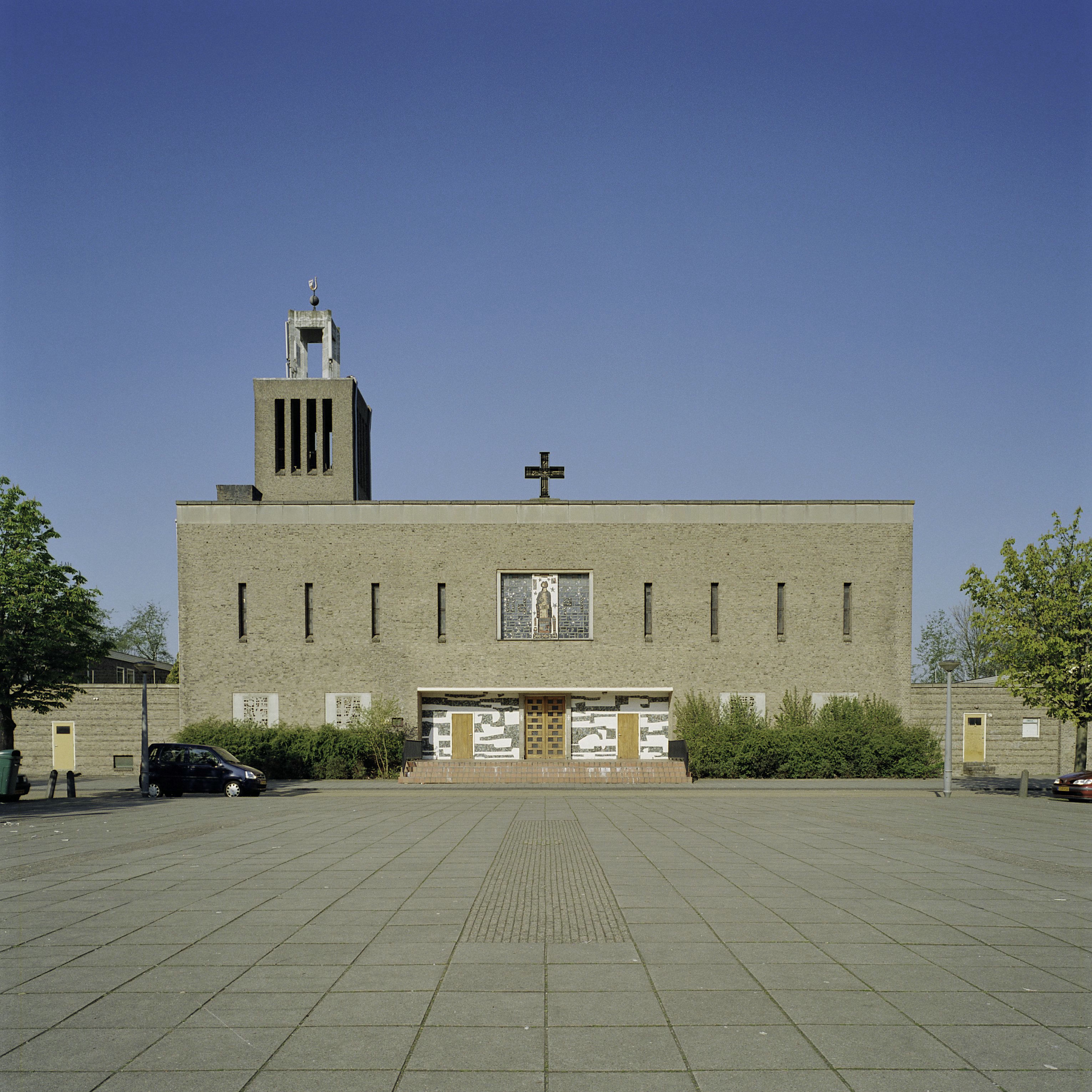
Pius X-kerk in 2005